# This War Is Ours
This War Is Ours is het tweede studioalbum van de Amerikaanse metalcoreband Escape the Fate. Het is het eerste album van de band sinds zanger Ronnie Radke is vervangen door Craig Mabbitt van Blessthefall. Het album debuteerde met 13.000 verkochte kopieën in de eerste week op plek 35 in de Billboard 200.

## Nummers
| 1.                 | We Won't Back Down                   | 3:30 |
| 2.                 | On to the Next One                   | 3:08 |
| 3.                 | Ashley                               | 3:27 |
| 4.                 | Something                            | 3:38 |
| 5.                 | The Flood                            | 3:33 |
| 6.                 | Let It Go                            | 3:29 |
| 7.                 | You Are So Beautiful                 | 2:47 |
| 8.                 | This War Is Ours (The Guillotine II) | 4:26 |
| 9.                 | 10 Miles Wide (met Josh Todd)        | 2:47 |
| 10.                | Harder Than You Know                 | 4:20 |
| 11.                | It's Just Me                         | 4:56 |
| Totale duur: 40:07 |                                      |      |

| Nr. | Titel                                         | Duur |
| --- | --------------------------------------------- | ---- |
| 12. | Bad Blood                                     | 4:17 |
| 13. | Behind the Mask                               | 3:15 |
| 14. | Harder Than You Know (akoestische versie)     | 4:19 |
| 15. | This War Is Mine (Shawn "Clown" Crahan Remix) | 5:42 |